# 메타 오브젝트 퍼실리티

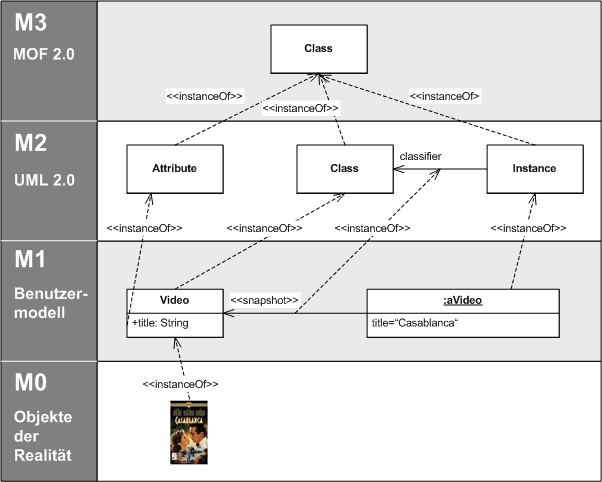

메타 오브젝트 퍼실리티(MOF, Meta-Object Facility)는 모델 기반 엔지니어링을 위한 객체 관리 그룹(OMG, Object Management Group) 표준이다. 그 목적은 CORBA 아키텍처의 엔터티에 대한 유형 시스템과 해당 유형을 생성하고 조작할 수 있는 인터페이스 세트를 제공하는 것이다. MOF는 도메인 중심 소프트웨어 설계 및 객체 지향 모델링에 사용될 수 있다.

## 개요
MOF는 CORBA 아키텍처에서 사용하기 위한 자료형 체계, 객체의 구조, 의미 및 동작을 정의할 수 있는 스키마 세트, 이러한 스키마를 생성, 저장 및 조작할 수 있는 CORBA 인터페이스 세트를 제공하기 위해 개발되었다.
MOF는 4계층 아키텍처로 설계되었다. M3 레이어라고 불리는 최상위 레이어에 메타-메타 모델을 제공한다. 이 M3 모델은 MOF가 M2 모델이라는 메타모델을 구축하는 데 사용하는 언어이다. 레이어 2 MOF 모델의 가장 두드러진 예는 UML 자체를 설명하는 모델인 UML 메타모델이다. 이러한 M2 모델은 M1 계층의 요소, 즉 M1 모델을 설명한다. 예를 들어 UML로 작성된 모델이 될 수 있다. 마지막 레이어는 M0 레이어 또는 데이터 레이어이다. 실제 물체를 설명하는 데 사용된다.
M3 모델 외에도 MOF는 해당 작업을 설명하는 CORBA 인터페이스를 정의하여 모델과 메타모델을 생성하고 조작하는 방법을 설명한다. MOF M3 모델과 UML 구조 모델 간의 유사성으로 인해 MOF 메타모델은 일반적으로 UML 클래스 다이어그램으로 모델링된다.

### 파일 형식
MOF 사양 모델(M3-, M2- 또는 M1-Layer)에서 W3C XML 및 XSD로의 변환은 XMI(ISO/IEC 19503) 사양에 의해 지정된다. XMI는 모델에 대한 XML 기반 교환 형식이다.
MOF부터 Java™까지 자바 커뮤니티 프로세스의 JMI(Java Metadata Interchange) 사양이 있다.
또한 자동 CORBA IDL 인터페이스 생성을 더 쉽게 만드는 사양도 제공한다.

## 같이 보기
- 메타모델링
- 도메인 특화 언어
- 메타데이터
- 모델 구동형 아키텍처
- QVT
- 플랫폼 독립 모델
- 플랫폼 특화 모델